# Trasig pöslav
Trasig pöslav (Cladonia sulphurina) är en lavart som först beskrevs av André Michaux, och fick sitt nu gällande namn av Elias Fries. Trasig pöslav ingår i släktet Cladonia och familjen Cladoniaceae.  Arten är reproducerande i Sverige. Inga underarter finns listade i Catalogue of Life.

## Källor

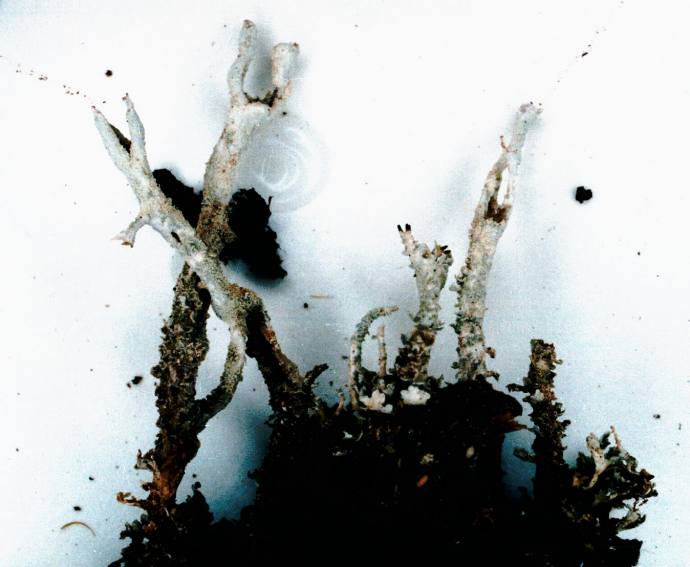
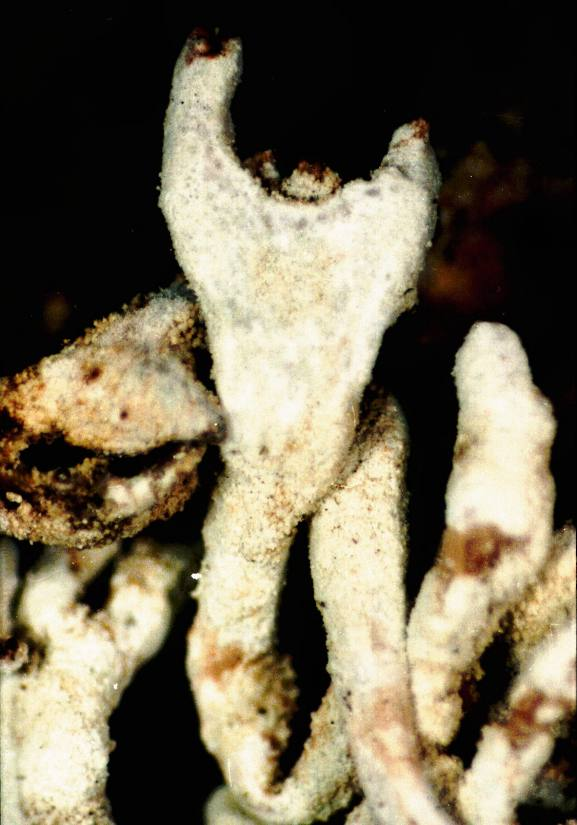
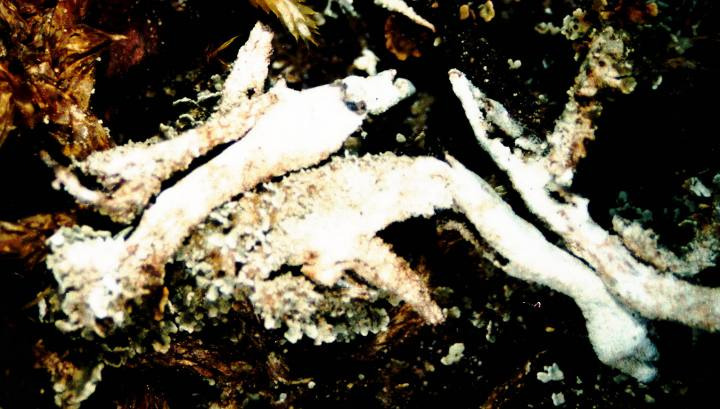
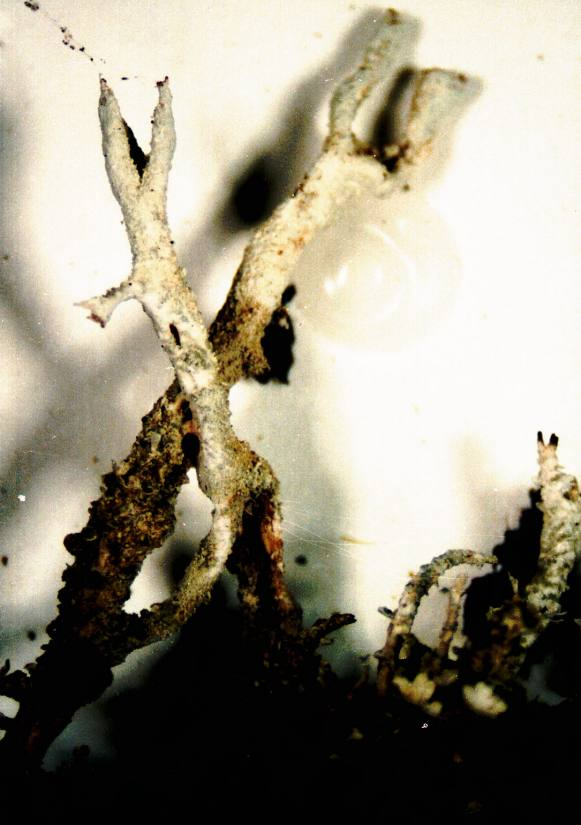
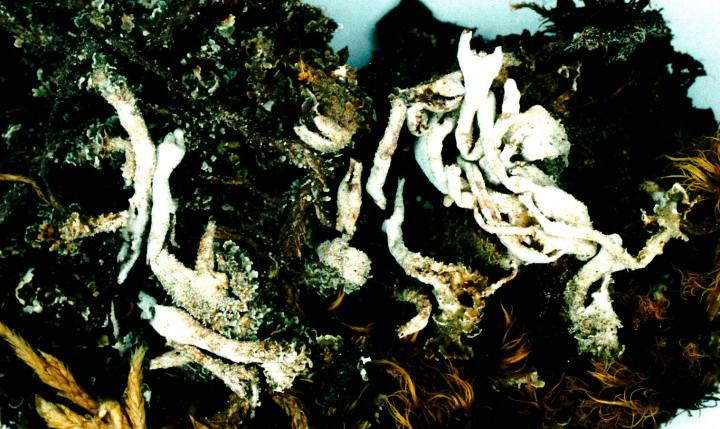